# Landry Bonnefoi
Landry Bonnefoi (* 20. September 1983 in Villeparisis) ist ein ehemaliger französischer Fußballspieler und heutiger Torwarttrainer.

## Karriere

### Spieler
Nachdem Bonnefoi von der Jugendmannschaft der AS Cannes in die Profimannschaft berufen worden war, wechselte er schon ein Jahr später zum italienischen Rekordmeister Juventus Turin. In der Saison 2003/04 wurde er zur sizilianischen Mannschaft ACR Messina in die Serie B verliehen und kam dort auf ein Pflichtspiel. Später in der Saison 2006/07 verlieh ihn Juventus Turin zum französischen Klub FC Metz. Nach Ende der Leihe verließ Bonnefoi Italien und wechselte ablösefrei zum FCO Dijon. In der Ligue 1 spielte er außerdem noch für SC Bastia und LB Châteauroux. Bei Châteauroux wurde er 76-mal eingesetzt, bevor er 2015 vereinslos wurde. Zu Beginn der Saison 2016/17 wurde er von Racing Straßburg in die Ligue 2 verpflichtet. Eine Saison später gelang ihm mit seinem Klub der Aufstieg in die höchste französische Spielklasse, bevor er am Ende der Saison 2017/18 zum luxemburgischen Europa-League-Teilnehmer F91 Düdelingen wechselte. Da der Wechsel jedoch zu spät beim Verband eingereicht wurde, hatte Landry erst ab dem 31. Dezember 2018 eine Spielerlaubnis in Luxemburg. So kam er in der kompletten Saison nur auf vier Einsätze in der Gruppenphase der Europa League, in den nationalen Wettbewerben wurde er nicht eingesetzt. Nach dem Ende seines Vertrags im Sommer 2019 beendete er seine Profikarriere. In der Saison 2021/22 kam der mittlerweile 38-jährige Franzose dann aber noch zu zwei Einsätzen für Union Titus Petingen in der luxemburgischen BGL Ligue, nachdem mehrere Torhüter ausgefallen waren.

### Trainer
Nach seinem Karriereende blieb er in Luxemburg und ist seit der Saison 2019/20 Torwarttrainer bei Union Titus Petingen.